# Trappola di Monticelli
La trappola di Monticelli è una trappola d'apertura nella difesa bogo-indiana, così chiamata in onore del grande maestro italiano Mario Monticelli, che per primo la giocò durante una partita contro Ladislav Prokeš a Budapest nel 1926.
È caratterizzata dalla sequenza di mosse:
1. d4 Cf6(?) (difesa indiana)
2. c4 e6
3. Cf3 Ab4+ (difesa bogo-indiana)
4. Ad2 Axd2+ 
5. Dxd2 b6 
6. g3 Ab7 
7. Ag2 O-O 
8. Cc3 Ce4 
9. Dc2 Cxc3
Il Bianco ha a disposizione la ricattura del cavallo in c3, apparentemente naturale a causa del suo svantaggio materiale, ma può invece giocare 10. Cg5! (vedi diagramma) e ora il Nero deve affrontare la doppia minaccia del matto con 11. Dxh7# e di 11. Axb7 con guadagno da parte del bianco di un alfiere ed una torre.
Si credette inizialmente che in questa posizione il vantaggio del bianco fosse decisivo , ma qualche anno dopo José Raúl Capablanca dimostrò come questa trappola non fosse irrefutabile riuscendo a pareggiare con i neri una partita contro Max Euwe ad Amsterdam nel 1931.
La partita tra il già e il futuro campione del mondo ebbe il seguito:
10. …Ce4! 11. Axe4 Axe4 12. Dxe4 Dxg5 13. Dxa8 Cc6 14.Db7 Cxd4 15. Td1 c5 16. e3 Cc2+ 17. Rd2 Df5 18. Dg2 Cb4 19. e4 Df6 20. Rc1 Cxa2+ 21. Rb1 Cb4 22. Txd7 Cc6 23. f4 e5 24. Thd1 Cd4 25. Txa7 exf4 26. gxf4 Dxf4 27. Te1 Cf3 28. Te2 Cd4 29. Te1 (½-½).
Secondo il Megadatabase 2008 della ChessBase, nella pratica di gioco dopo 10. Cg5 il bianco vince il 22% delle partite, ne pareggia il 66% e ne perde il 7%. Porta il codice ECO E11, che la classifica come variante minore della difesa bogo-indiana.